# Ferdinand Karl Heinrich Beck
Ferdinand Karl Heinrich Beck (* 29. März 1789 in Kleeberg; † 27. November 1862 in Darmstadt) war ein deutscher Richter und maßgeblich an den Anfängen der Verfassungsbewegung im Großherzogtum Hessen in den Jahren 1817 bis 1820 beteiligt.

## Familie
Ferdinand Karl Heinrich Beck war Sohn von Ferdinand Jakob Beck (1762–1834), pfälzischer Rentmeister und Landrat, und dessen Frau, Sibylle Margarete, geborene König (1766–1846). Die Familie war evangelisch. Ferdinand Karl Heinrich Beck heiratete die Tochter seines damaligen Chefs, Luise Marie Seeger (1796–1871), Tochter von Ludwig Friedrich Seeger (* 1769), Justizkanzleidirektor in Michelstadt.

## Leben

### Ausbildung
Er besuchte zunächst das Gymnasium in Karlsruhe. Im Jahr 1803 wechselte sein Vater in den hessischen Dienst und zog mit seiner Familie nach Darmstadt um, wo er die Schulausbildung am Gymnasium abschloss. 1807 bis 1810 studierte er Rechtswissenschaften an der Universität Gießen und hielt sich anschließend ein Jahr in Frankreich auf. Er nahm nicht an den "Befreiungskriegen" gegen Napoleon teil.

### Beginn der beruflichen Laufbahn
Ende 1811 wurde er als Advokat am Hofgericht Darmstadt zugelassen, wenige Monate später wurde er 1812 Prokurator an der Löwenstein-Wertheimischen und Erbachischen Gesamt-Justiz-Kanzlei und begann damit eine Karriere in der Grafschaft Erbach: Bereits ein Jahr später, 1813, wurde er Justizkanzlei-Rat, also Richter, an der Löwenstein-Wertheimischen und Erbachischen Gesamt-Justiz-Kanzlei Michelstadt und noch im gleichen Jahr Mitglied des gemeinschaftlichen Unter-Konsistoriums in König.

### Verfassungsbewegung
Vom Gymnasium in Darmstadt und dem Studium in Gießen her war Beck mit den Darmstädter Schwarzen vernetzt, der wichtigsten Kraft in der Verfassungsbewegung im Großherzogtum Hessen in den Jahren 1817 bis 1820.
 Diese Gruppe von Jungakademikern, darunter viele Juristen, traf sich ab Anfang 1817. Sie strebten eine Verfassung für Deutschland mit einer Volksvertretung an. Beck nahm im Oktober 1817 am Wartburgfest teil. Beck und seine Freunde sammelten 1000 Unterschriften zugunsten einer Petition in diesem Sinn. Beck scheiterte jedoch mit deren Übergabe an den Bundestag des Deutschen Bundes, da die dort versammelten Diplomaten sich weigerten, das Schriftstück entgegenzunehmen. Das ambitionierte Ziel auf deutscher Ebene wurde deshalb noch im gleichen Jahr zugunsten der Forderung zurückgestellt, in den deutschen Einzelstaaten vertraglich vereinbarte Verfassungen mit Volksrepräsentation zu fordern.
Nach dieser Aktion enthielt Beck sich weitgehend jeder weiteren politischen Tätigkeit.

### Übernahme in Hessische Dienste
1822 wurde die standesherrliche Gerichtsbarkeit in den beiden Grafschaften Erbach in staatliche Trägerschaft überführt, das Personal übernommen. Ferdinand Karl Heinrich Beck war nun Beamter des Großherzogtums. 1825 wurde er Oberforstrat, Mitglied des Oberforstgerichts und der Oberforstdirektion und noch im gleichen Jahr Mitglied des Großherzoglichen Kassations- und Revisionshofs für die Provinz Rheinhessen in Darmstadt. Mit Verordnung vom 23. Juni 1832 wurde dieser Gerichtshof aufgelöst und seine Aufgaben dem Oberappellationsgericht Darmstadt übertragen, das seitdem die Bezeichnung Ober-Appellations- und Kassationsgericht trug. Ferdinand Karl Heinrich Beck wechselte nicht zum Oberappellationsgericht, sondern wurde Regierungsrat und Mitglied bei dem für die Provinzen Starkenburg und Oberhessen neu errichteten Administrativjustizhof, dessen „Erster Rat“ (Vorsitzender) er 1841 wurde. Er erhielt den Titel eines „Geheimen Regierungsrats“. 1852 ging er in den Ruhestand.

### Erneute „revolutionäre Umtriebe“
Ferdinand Karl Heinrich Beck war 1848 Mitglied des Vorparlaments.

## Werke
- zusammen mit Christian Lauteren: Das Land-Recht oder die eigenthümlichen bürgerlichen Rechte und Sitten der Grafschaft Erbach und Herrschaft Breuberg im Odenwalde. Heyer, Darmstadt 1824
  - Nachdruck: Olms, Hildesheim 1989.
  - Online-Ausgabe, 2002.
- Das Hessische Staats-Recht [mehrere Bände]. Leske, Darmstadt 1831–1844.
- Vierzigjährige Erfahrungen im Armenwesen oder Skizzen aus dem Leben eines Armenfreundes. Eine Mahnung aus Hessen an vier Hauptsorgen der Armenpflege im Geiste unserer Zeit und Bedürfniss der Gegenwart. Jonghaus, Darmstadt 1857.